# لامبورگینی ۳۵۰جی‌تی‌وی

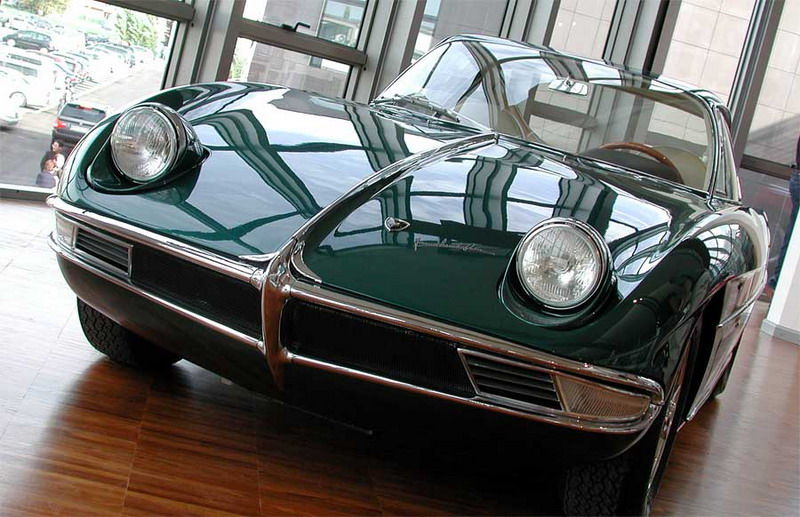

لامبورگینی ۳۵۰جی‌تی‌وی (Lamborghini 350GTV) خودرویی است که فقط در سال ۱۹۶۳تولید شده‌است. طراحی آن موتور جلو، توزیع نیروی پیشران بوده طول آن در حالت طبیعی ۴٬۳۷۰ میلیمتر (۱۷۲٫۰ اینچ)، عرض آن در حالت طبیعی ۱٬۷۶۰ میلیمتر (۶۹٫۳ اینچ) و ارتفاع آن در حالت طبیعی ۱٬۰۵۰ میلیمتر (۴۱٫۳ اینچ) و وزن آن در حالت طبیعی ۱٬۲۹۲ کیلوگرم (۲٬۸۴۸ پوند) است. سامانه جعبه‌دندهٔ آن ۵ دنده به صورت دستی است.

#### توسعه
طراحی و توسعه 350 GTV توسط مهندس ارشد لامبورگینی، جان پائولو دالارا، دستیار پائولو استانزانی و راننده آزمایشی باب والاس، تیم مهندسی اصلی که بسیاری از خودروهای اولیه لامبورگینی را توسعه دادند، نظارت شد. جوتو بیزارینی مأمور طراحی موتور و نسخه اولیه شاسی شد. نام 350 GTV به معنی جابجایی ۳٫۵ لیتری موتور، "GT" برای گرند تورر و "V" برای کلمه ایتالیایی "سریع" (به معنی "سریع") بود. بدنه 350 GTV توسط فرانکو اسکاگلیونه طراحی و توسط فروشگاه بدن سارگیوتو در تورین ساخته شد. نظر فروچیو لامبورگینی تأثیر قابل توجهی در طراحی داشت. ظاهراً او درخواست استایلی را داشت که با بدنه عقب باریک استون مارتین DB4 و جلوی براق جگوار نوع الکترونیکی منعکس شود. 350 GTV جزئیات ظاهری زیادی داشت که در زمان معرفی غیرعادی بود، از جمله چراغ‌های جلو مخفی و شش لوله اگزوز (سه عدد در هر طرف عقب خودرو). بدنه از آلومینیوم و فولاد ساخته شده بود. از آنجایی که کارگران در سارگیوتو در درجه اول در ساخت قالب برای محصولات پلاستیکی مهارت داشتند، بدنه 350 GTV مشکلات زیادی در تناسب و پایان داشت. در ابتدا، بیزارینییک شاسی اسپیس‌فریم لوله‌ای به سبک مسابقه‌ای برای 350 GTV طراحی کرد. جورجیو نری و لوچیانو بوناچینی شاسی قاب لوله ای را در مودنا ساختند. این طرح بعداً توسط دالارا به یک طرح معمولی‌تر و سنگین‌تر تبدیل شد که از لوله‌های عمدتاً مربعی و مستطیلی ساخته شده بود که در تولید 350 GT استفاده می‌شد. فروچیو لامبورگینی جوتو بیزارینی را مأمور ساخت موتور 350 GTV کرد. این اولین نسخه از سری موتورهای لامبورگینی V12 بود که به مدل‌های آینده لامبورگینی تا پایان تولید خفاش در سال ۲۰۱۰ قدرت می‌داد. ۳۴۲ اسب بخار) در ۸۰۰۰ دور در دقیقه، و گشتاور ۳۲۶ نیوتن متر (۲۴۰ پوند بر فوت) با استفاده از استاندارد اندازه‌گیر[ این طرح از طرح بیزارینی برای یک موتور مسابقه فرمول یک ۱٫۵ لیتری گرفته شد. حداکثر سرعت توسط کارخانه ۲۸۰ کیلومتر در ساعت (۱۷۰ مایل در ساعت) اعلام شد، اگرچه این یک تخمین بود زیرا ماشین هرگز توسط کارخانه رانده یا آزمایش نشد. این موتور نسبت تراکم ۹٫۵:۱ و زمان‌بندی سوپاپ نسبتاً تهاجمی در مقایسه با نسخه‌های بعدی لامبورگینی V12 داشت. خط قرمز، نسبت تراکم و زمان‌بندی بالاتر، موتور 350 GTV را برای استفاده در مسابقات مناسب‌تر کرد تا به عنوان یک خودروی جاده‌ای راحت. موتور 350 GTV همچنین به شش کاربراتور وبر رو به پایین و یک سیستم روانکاری سامپ خشک مجهز بود.این موتور نسبت تراکم ۹٫۵:۱ و زمان‌بندی سوپاپ نسبتاً تهاجمی در مقایسه با نسخه‌های بعدی لامبورگینی V12 داشت. خط قرمز، نسبت تراکم و زمان‌بندی بالاتر، موتور 350 GTV را برای استفاده در مسابقات مناسب‌تر کرد تا به عنوان یک خودروی جاده‌ای راحت. موتور 350 GTV همچنین به شش کاربراتور وبر رو به پایین و یک سیستم روانکاری سامپ خشک مجهز بود. گیربکس ۵ سرعته دستی ساخت ZF بود. قدرت از طریق دیفرانسیل قفل شونده سالزبری به چرخ‌های عقب هدایت می‌شد. سیستم تعلیق مستقل از جناغ‌های مثلثی شکل در جلو و جناغ‌های ذوزنقه ای شکل در عقب با کمک فنرهای تلسکوپی و فنرهای سیم پیچ در هر چهار گوشه استفاده می‌کرد. ترمزهای دیسکی با کنترل سروو روی هر چهار چرخ مجهز شده بودند. چرخ‌های سیم قفل مرکزی Borrani با لاستیک‌های پیرلی سینتوراتو HSمجهز شدند.جی تی وی ۳۵۰ در زمان خود به عنوان نمونه اولیه لامبورگینی هرگز یک خودروی کامل و قابل رانندگی نبود. [۴] در طول مونتاژ، نیروی کار کشف کرد که پانل‌های بدن در اطراف موتور جا نمی‌گیرند. از آنجا که او هیچ برنامه دیگری برای GTV 350 فراتر از یک ماشین نمایش بود، آقای لامبورگینی تا به حال خلیج موتور ballasted با آجر و نگه داشته کاپوت بسته در سراسر تورین خودرو نشان می‌دهد. خودروی نمایش ناقص نیز فاقد کالیپر ترمز، پدال پا و پاک کن شیشه جلو بود.

#### معرفی و تأثیر

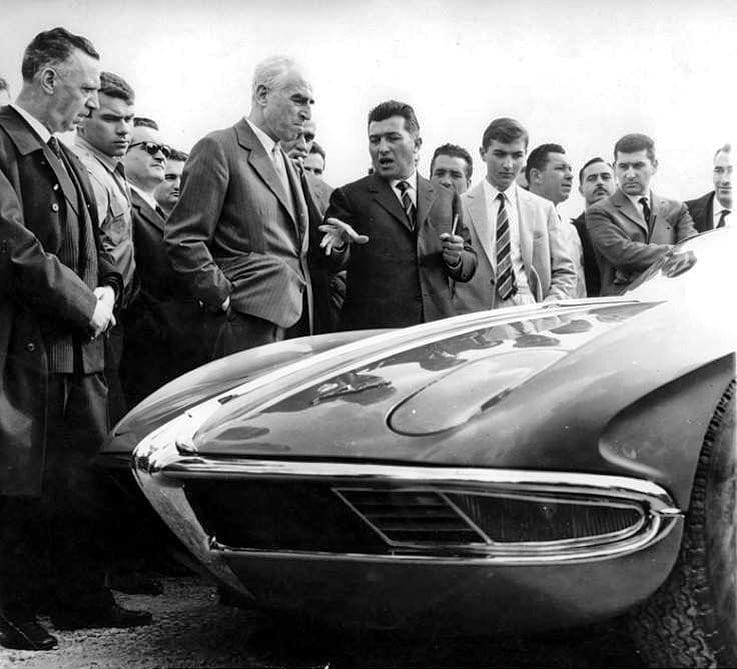
فروچیو لامبورگینی (در مرکز، با دست دراز شده) در حال بحث در مورد 350 GTV تازه معرفی شده با روزنامه‌نگار جووانی کانسترینی

350 GTV در نمایشگاه خودروی تورین در سال ۱۹۶۳ به عموم مردم معرفی شد. به‌طور گسترده توسط مطبوعات پوشش داده شد و با واکنش‌های مثبت و منفی مواجه شد. بروشور فروش تولید شد و فروچیو لامبورگینی از رونمایی از این نمونه اولیه برای پرورش علاقه به نسخه تولیدی استفاده کرد. در زمان معرفی 350 GTV، آقای لامبورگینی به مجله Road & Track گفت که قصد دارد هر دو نسخه تور و رقابتی 350 GTV را بسازد، اگرچه هیچ نسخه رقابتی تا به حال محقق نشد. لامبورگینی بعداً به دلیل عدم تمایل به ساخت نسخه‌های مسابقه‌ای اتومبیل‌هایش شهرت پیدا کرد.
فروچیو لامبورگینی از چندین ویژگی طراحی 350 GTV و از وضعیت تنظیم موتور ناراضی بود. او به کارروزریا
دستور داد تا خودرو را به گونه‌ای عملی‌تر طراحی کند و موتور را روی ۲۷۰ اسب بخار (۲۰۱ کیلووات؛ ۲۷۴ اسب بخار) در ۶۵۰۰ دور در دقیقه تنظیم کرد تا در خودروی تولیدی استفاده شود. نسبت تراکم و خط قرمز کاهش یافته و پروفایل‌های میل بادامک برای تعدیل زمان‌بندی سوپاپ تغییر داده شده‌است. کاربراتورهای روانکاری سامپ خشک مشتق شده از مسابقه و کاربراتورهای جریان رو به پایین نیز با یک سیستم سامپ ساده‌تر و مدل معمولی کاربراتورهای ساید درافت وبر جایگزین شدند. بدنه جدید و موتور تنظیم مجدد منجر به اولین تولید لامبورگینی، 350 GT شد.

#### تاریخ بعد

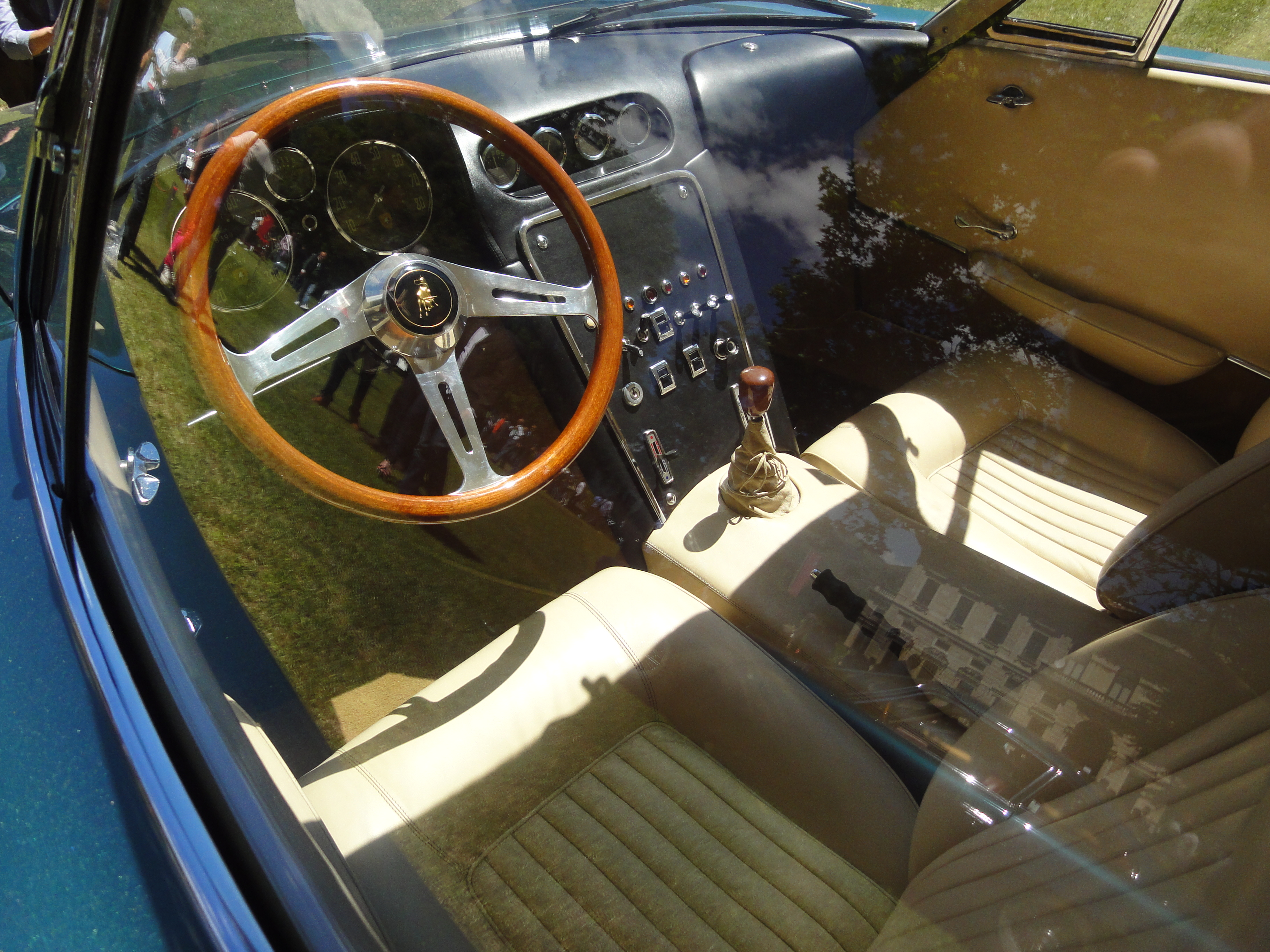
350 GTV داخلی

پس از نمایشگاه خودروی تورین در سال ۱۹۶۳، 350 GTV در کارخانه لامبورگینی در انبار قرار گرفت. 350 GTV تا اواسط دهه ۱۹۸۰ در انبار باقی ماند، زمانی که فروشنده خودرو رومانو برناردونی و پسر عمویش، متخصص لامبورگینی، استفانو پاسنی، مدیریت را متقاعد کردند که 350 GTV را به آنها بفروشد. برناردونی و پاسینی گیج و فرمان را با خودرو دریافت نکردند. با این حال، آنها چندین پیشنهاد برای تغییر وضعیت ماشین دریافت کردند و یکی را پذیرفتند. در طی فرایند اصلاح، رنگ خودرو به درخواست مالک از آبی کمرنگ اولیه به سبز متالیک عمیق تغییر یافت. 350 GTV سپس به یک کلکسیونر ژاپنی فروخته شد که ماشین را در مجموعه نوریتیک قرار داد. چندین سال بعد، 350 GTV در موزه لامبورگینی در سانتاگاتا بولونیزه ایتالیا به نمایش گذاشته شد.

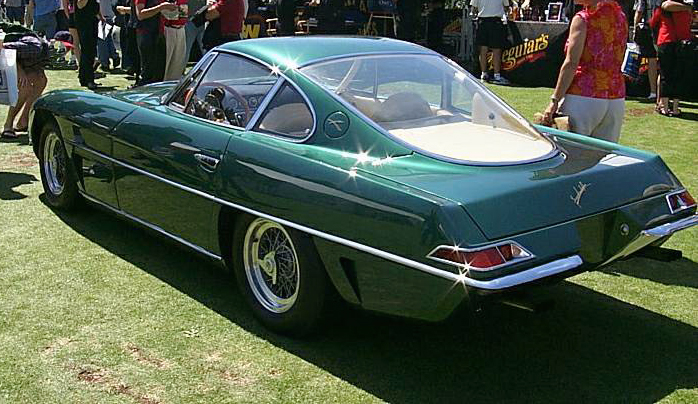
نمای سه ربع عقب